# قلعه متحرک هاول (رمان)
قلعه متحرک هاول (به انگلیسی: Howl's Moving Castle) رمانی در سبک خیال‌پردازی اثر نویسندهٔ بریتانیایی دیانا وین جونز است که اولین بار در سال ۱۹۸۶ توسط انتشارات گرین‌ویلو بوکز نیویورک منتشر شد. این کتاب از بخت‌های اصلی کسب جایزهٔ سالانهٔ بوستون گلوب-هورن بود و بیست سال بعد به دلیل اینکه از گمنامی نسبی خارج شد، موفق به کسب جایزهٔ فینیکس شد. در سال ۲۰۰۴ فیلمی پویانمایی(انیمه) با همین نام از آن اقتباس شد که نامزد جایزهٔ اسکار بهترین فیلم پویانمایی شد.